# Miriam Hopkins
Ellen Miriam Hopkins (Savannah, 18 oktober 1902 – New York, 9 oktober 1972) was een Amerikaans actrice.

## Carrière
Hopkins groeide op in Bainbridge. Ze studeerde aan de Universiteit van Syracuse en werd op 20-jarige leeftijd chorus girl in New York. In 1930 tekende ze een contract bij Paramount Pictures en in datzelfde jaar maakte ze haar filmdebuut in Fast and Loose.
Haar eerste grote succes kreeg ze door haar optreden in Ernst Lubitsch' Trouble in Paradise (1932). Al snel groeide ze uit tot een filmster en had ze de rollen voor het kiezen. Zo weigerde ze de hoofdrol in It Happened One Night (1934).
Hopkins stond in de media vooral bekend vanwege haar ruzie met Bette Davis, naast wie ze te zien was in The Old Maid (1939) en Old Acquaintance (1943). Zo was er een scène in Old Acquaintance waarin Davis Hopkins moest slaan. Ze heeft er geen geheim van gemaakt hiervan genoten te hebben.
Na die film leek Hopkins met pensioen te gaan. Ze keerde echter terug in 1949 met een bijrol in The Heiress. In 1952 nam ze opnieuw een pauze en verscheen pas weer in films vanaf 1961. Haar laatste filmverschijning was in de horrorfilm Savage Intruder (1969).
Hopkins stierf negen dagen voor haar zeventigste verjaardag aan een hartaanval.

## Filmografie
| - The Home Girl (1928) - Fast and Loose (1930) - The Smiling Lieutenant (1931) - 24 Hours (1931) - Dr. Jekyll and Mr. Hyde (1931) - Hollywood on Parade (1932) - Two Kinds of Women (1932) - Dancers in the Dark (1932) - World and the Flesh (1932) - Trouble in Paradise (1932) - The Story of Temple Drake (1933) - The Stranger's Return (1933) - Design for Living (1933) - All of Me (1934) - She Loves Me Not (1934) - The Richest Girl in the World (1934) - Becky Sharp (1935) - Barbary Coast (1935) | - Splendor (1935) - These Three (1936) - Men Are Not Gods (1936) - The Woman I Love (1937) - Woman Chases Man (1937) - Wise Girl (1937) - The Old Maid (1939) - Virginia City (1940) - Lady with Red Hair (1940) - A Gentleman After Dark (1942) - Old Acquaintance (1943) - The Heiress (1949) - The Mating Season (1951) - Carrie (1952) - The Children's Hour (1961) - Fanny Hill (1964) - The Chase (1966) - Savage Intruder (1969) |